# Hashimoto Gahō

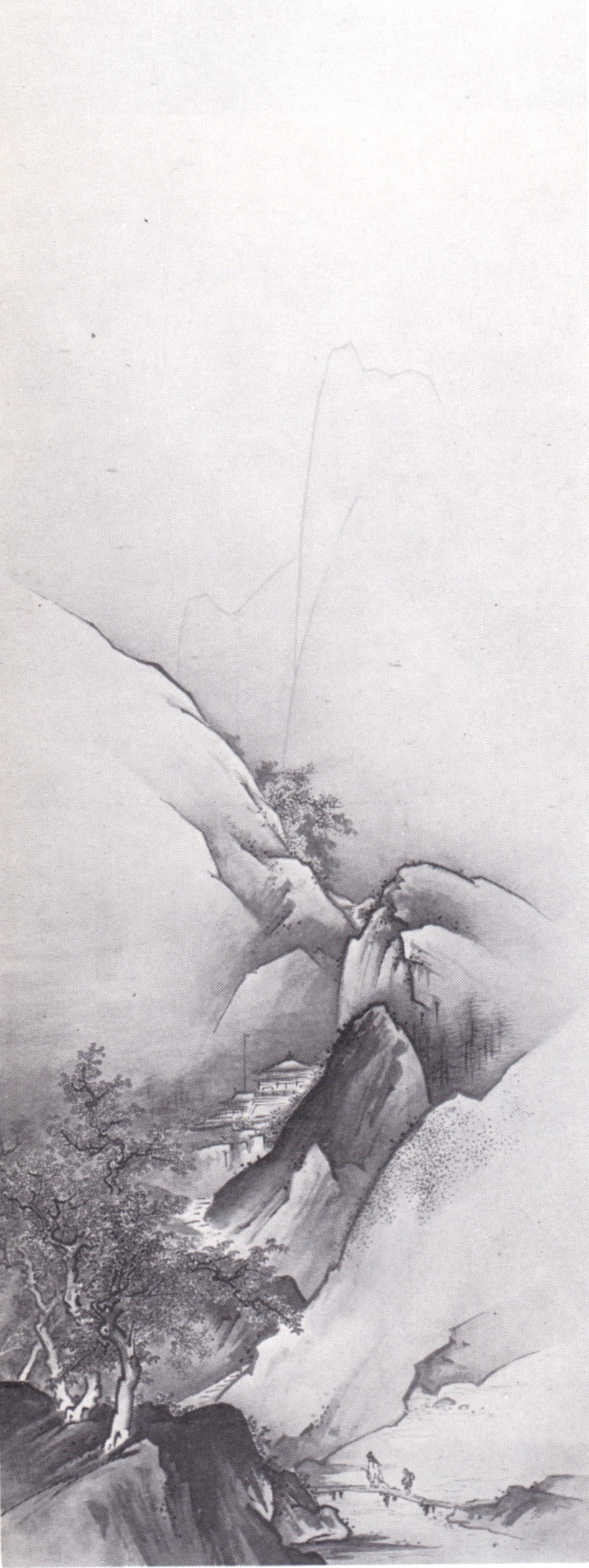
Landschaft

Hashimoto Gahō (japanisch 橋本雅邦; 21. August 1835–13. Januar 1908; eigentlicher Name Masakuni (雅邦)) war einer der letzten japanischer Maler der Kanō-Schule. Er trug wesentlich zur Entwicklung der Malerei im Nihonga-Stil bei.

## Leben und Wirken
Hashimoto war Sohn des Malers Hashimoto Seien Osakuni, der im Dienste der Matsudaira von Kawagoe stand und von dem er auch seinen ersten Unterricht erhielt. 1847 wurde er Schüler von Kanō Shōsen’in Masanobu (橋本雅邦狩野勝川院正信, 1823–1880), dem Leiter der Kobikichō-Schule. Zehn Jahre später wurde er Leiter der Malschule, eine Stellung, die einst sein älterer Freund Kanō Hōgai (1828–1888) innegehabt hatte. 
In den Jahren vor und nach dem Jahr 1868, als die Meiji-Restauration stattfand, nahm in Japan das Interesse an der bis dahin im Lande gepflegten Kunst ab. Hashimoto schlug sich durchs Leben, indem er Karten für die Marine anfertigte und an der Marineschule Kartographie unterrichtete. In den späten siebziger und achtziger Jahren erwachte das Interesse an traditioneller Kunst wieder. Hashimoto gewann nun Preise auf der ersten und zweiten Ausstellung des Industrie- und Handelsministeriums und erhielt so erste Anerkennung.
Gahō und Hōgai waren aktiv in der von Ernest Fenollosa und Okakura Tenshin 1885 gegründeten Bildbetrachtungs-Gesellschaft (観画会, Kanga-kai). 1888 wurde er in der von Okakura geleiteten Kunstakademie Tokio zum Lehrer in der Abteilung für traditionelle Kunst ernannt. 1890 gehörte er zu den ersten Künstlern, die zum „Künstlerischen/kunstgewerblichen Mitglied der kaiserlichen Kammer“ (帝室技芸員, Teishitsu gigei-in) ernannt wurden. 
Als Okakura 1898 als Schulleiter zurücktrat, folgte Hashimoto ihm, um zusammen mit den Künstlern Yokoyama Taikan, Kawai Gyokudō, Shimomura Kanzan, Hishida Shunsō und anderen das „Japanische Kunstinstitut“ (Nihon Bijutsu-in) zu etablieren. Hier konnte er noch eine Reihe von Jahren seine künstlerischen Ideen weitergeben, nämlich die Erweiterung der traditionellen japanischen Malerei um Perspektive und Schattierung.

## Bilder

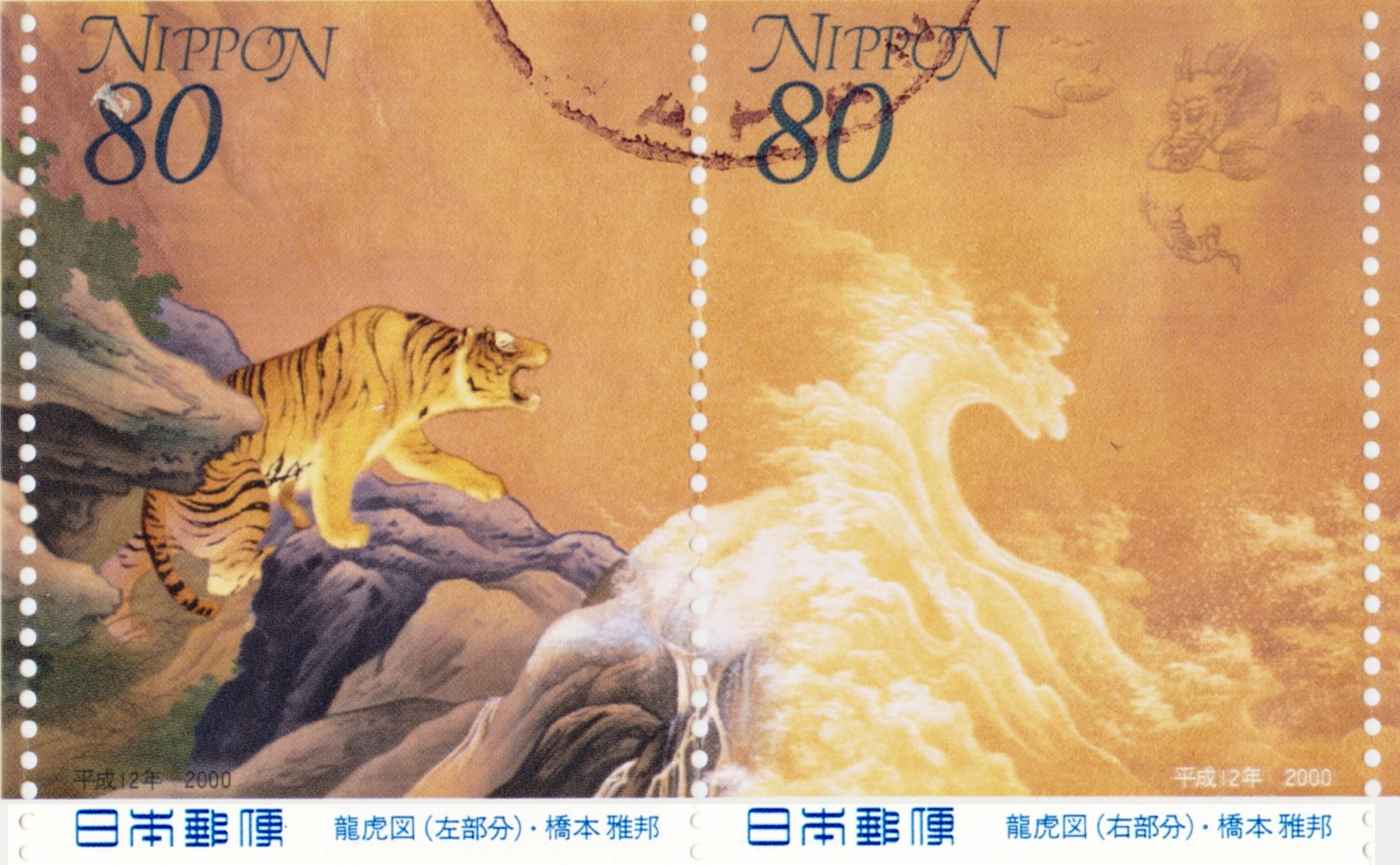
Tiger und Drache[A 2]
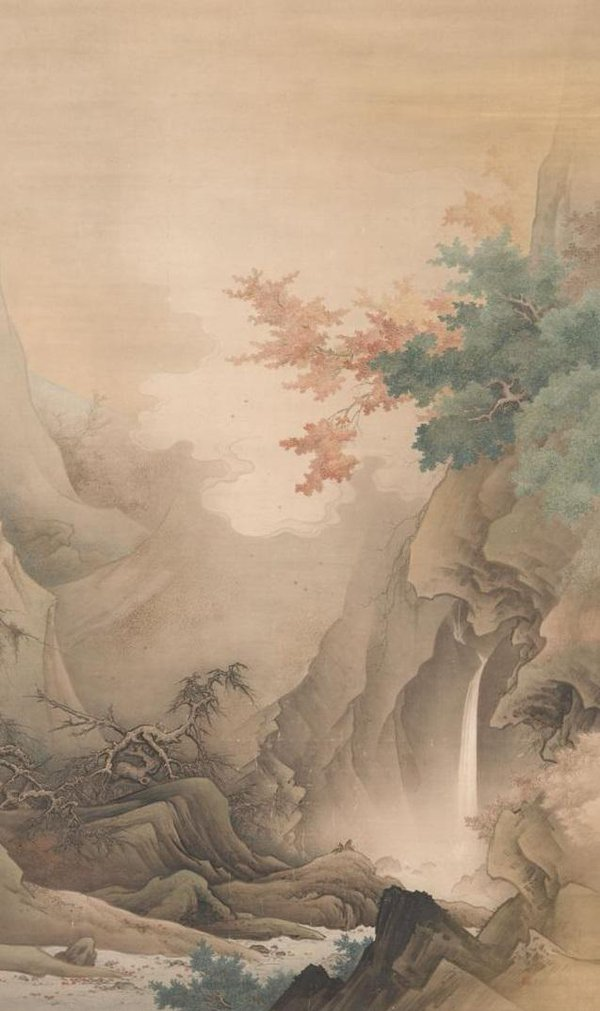
Landschaft
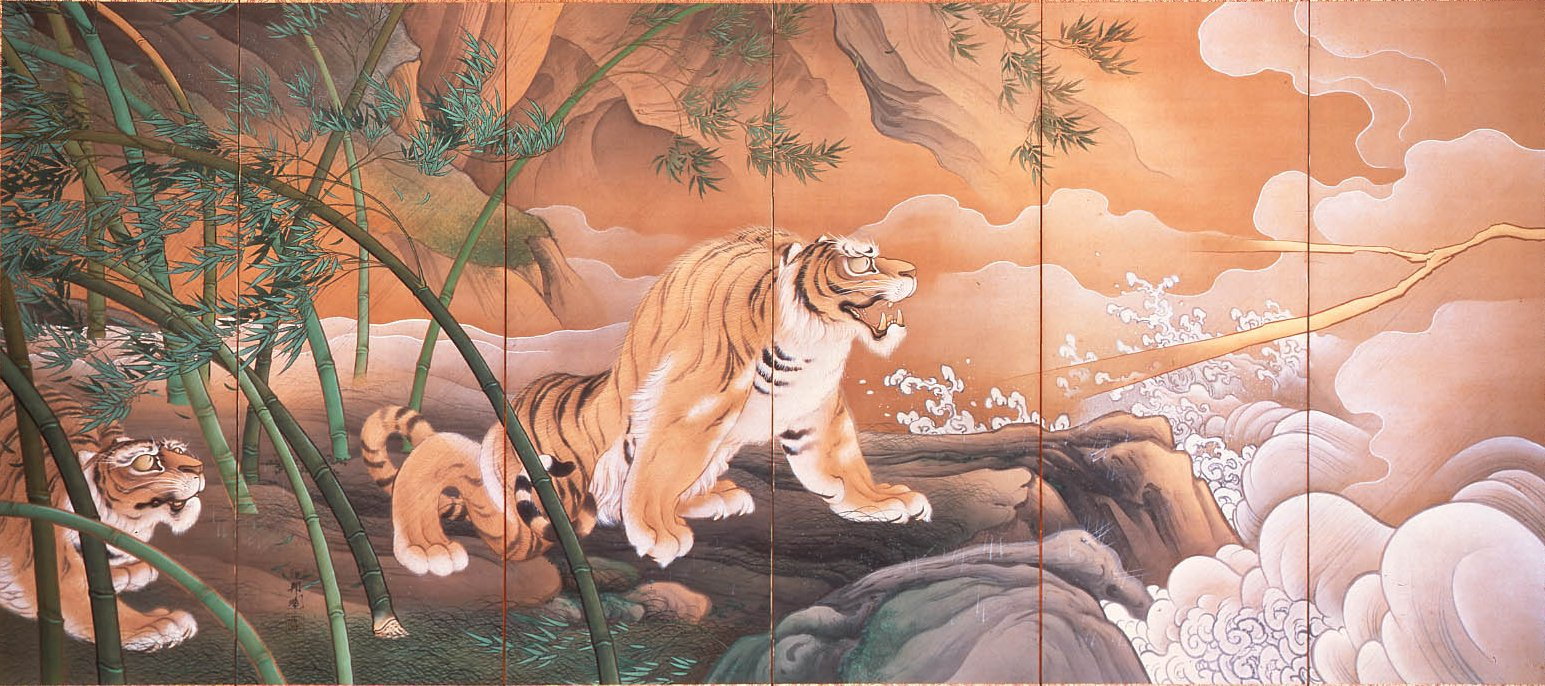
Tiger und Drache (Linker Stellschirm)
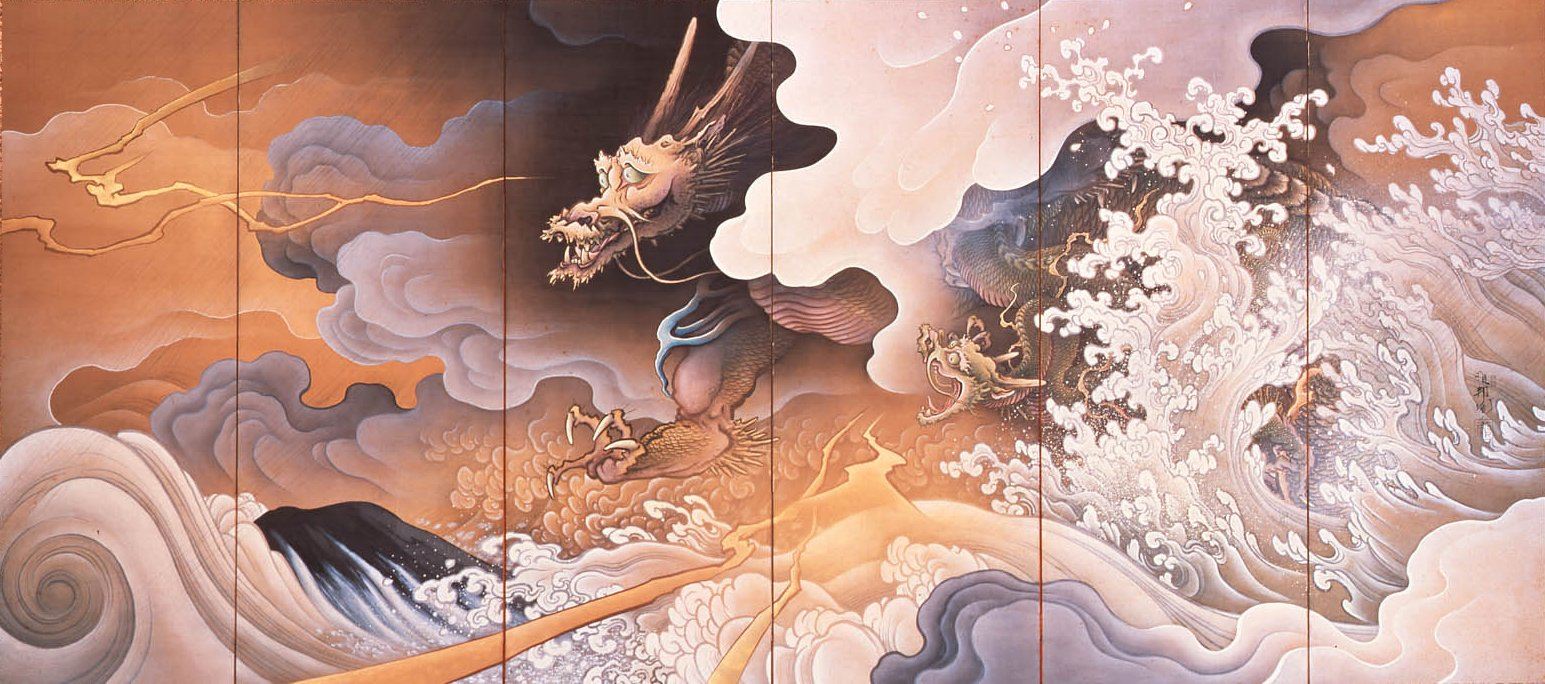
Tiger und Drache (Rechter Stellschirm)